# Universitetsloven
Universitetsloven, formelt Lov om universiteter af 14. august 2014, er den danske lovgivning om universiteter underlagt Uddannelses- og Forskningsministeriet. Heri fremgår det, at de danske universiteter statsfinansierede selvejende institutioner, som der føres tilsyn med fra ministerens side.
Loven fastlægger rammerne for universiteterne, herunder hvordan organiseringen skal foregå.

## Historie
Indtil midten af 1960'erne var Københavns Universitet (1479) og Aarhus Universitet (1928) de to eneste universiteter i Danmark. En kraftig vækst i antallet studerende i begyndelsen af 1960'erne førte til oprettelsen af Odense Universitet i 1964. Styret af universiteterne foregik frem til 1970 uafhængigt, f.eks. var Københavns Universitets styre funderet i regelsæt fra 1539, 1732 og 1788.

### Styrelsesloven
I 1970 vedtog Folketinget en styrelseslov for universiteterne i København, Aarhus og Odense. Denne lov blev i 1973 udbredt til næsten alle højere læreanstalter i Danmark. Styrelsesloven var et udtryk for en formalisering af den modernisering, der skete i kølvandet på ungdomsoprøret i 1968. Den var forholdsvis banebrydende - også internationalt - for dens decentralisering og demokratiske opbygning af universiteterne. Styret var henlagt til demokratiske, styrende organer på universitets-, fakultets- og institutniveau. Disse råds sammensætning var unik, idet et videnskabelige personale fik 50 pct., andet personale 25 pct. og de studerende også 25 pct. Studienævnet, der fik ansvaret for uddannelserne, blev også indført med denne lov, og også disse var unikke med 50 pct. studerende og 50 pct. ansatte.

### Universitetsloven af 1992
Efter megen kritik gennemgik Styrelsesloven en revision i begyndelsen af 1990'erne, hvilket mundede ud i en ny universitetslov i 1993. En stor del af kritikken havde handlet om den svage, øverste ledelse på universiteterne, hvorfor en del af den nye lov svækkede personalet og de studerende indflydelse i de forskellige organer for at kunne gennemføre moderniseringen.

### Universitetsloven af 2003
I 2002 indgik den daværende regering en politisk aftale om en reform af universitetsområdet med Socialdemokratiet og Kristeligt Folkeparti. En væsentlig del af den nye lov var omdannelsen af universiteterne til selvejende institutioner, hvis øverste ledelse fremover er en bestyrelse. Et andet mål med loven var generel regelforenkling og større fleksibilitet for universiteterne.

### Velfærds- globaliseringsaftalen i 2006
Den daværende regering indgik i 2006 en aftale med Socialdemokratiet, Dansk Folkeparti og Det Radikale Venstre med navnet "Aftale om fremtidens velstand og velfærd og investeringer i fremtiden". En af de store mål med aftalen var at nedbringe gennemførelsestiden for de studerende ved at give universiteterne et økonomisk incitament. Der blev bl.a. indført en tidsbegrænsning på specialeskrivning og en styrkelse af studievejledningen.
De samme partier indgik samme år en globaliseringsaftale, der bl.a. havde fokus på at styrke kvaliteten bl.a. gennem oprettelse af Danmarks Akkrediteringsinstitution.